# VNV Nation

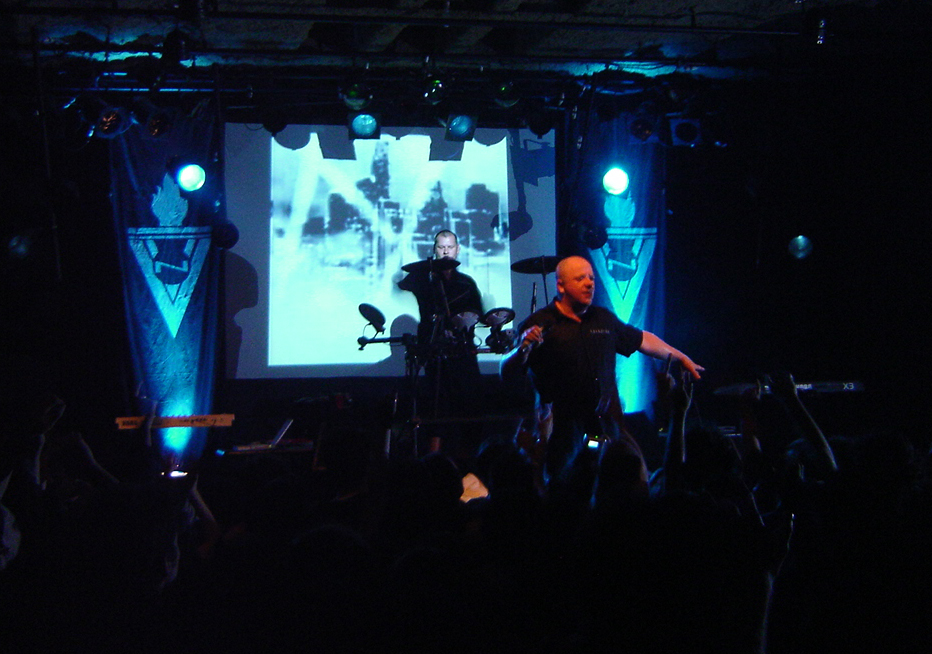
A banda em concerto na Argentina, 2006

VNV Nation, que é a abreviação de Victory Not Vengeance (em português: Vitória Não Vingança), é uma banda de música eletrônica de Londres que combina elementos de techno, trance e synthpop dentro do que eles chamam futurepop.

## Membros
- Ronan Harris
- Mark Jackson

## Discografia

### Álbuns e EPs
- Body Pulse (fora de impressão e muito raro) (1990)
- Strength of Youth (fora de impressão e muito raro) (1990)
- Advance and Follow (fora de impressão) (1995)
- Praise the Fallen (1998)
- Solitary (EP - 1998)
- Empires (1999)
- Standing / Burning Empires (fora de impressão, CD duplo contendo o single Standing e uma EP com remixes de canções do Empires) (2000)
- Advance and Follow (2ª versão) (fora de impressão, prorrogado) (2001)
- Futureperfect (2002)
- Matter + Form (2005)
- Judgement (2007)
- Of Faith, Power and Glory (2009)
- Automatic (2011)

### Singles
- Darkangel (1999)
- Standing (2000)
- Genesis (duas versões regulares, Genesis.1 e Genesis.2; e duas versões promocionais, Genesis.0 e a Radio Edition] (2001)
- Beloved (duas versões regulares, Beloved.1 e Beloved.2; umlançamento em vinil de trance remixes chamado Beloved.3; e uma ver~so promo, Beloved.0] (2002)
- Honour 2003 (2003)
- Chrome (lançado na Internet Matter + Form) (2005)

### Outros
- Cold (Rated 'R' mix by MiG-29) lançamento na Internet apenas (clique com botão direito do mouse e clique Salvar destino como... (2001)
- Pastperfect DVD Promo Version (2003) [durante a tour de "Pastperfect" em 2003]
- Pastperfect DVD (2004)